# Helen Gourlay
Helen Gourlay Cawley (Launceston, Austràlia, 23 de desembre de 1946) és una exjugadora de tennis australiana.

## Biografia
Es va casar amb Richard Leon Cawley el gener 1977, i a l'octubre de 1986 amb William Timothy Cape en segones núpcies. No té relació familiar amb la seva compatriota Evonne Goolagong Cawley malgrat compartir cognom en casar-se.
Després de la seva retirada fou una de les entrenadores inaugurals del programa tennístic de l'Australian Institute of Sport, que es va establir a Canberra l'any 1981.
Fou inclosa al Tasmanian Sporting Hall of Fame l'any 1987, i fou condecorada amb l'Australian Sports Medal l'any 2000.

## Torneigs de Grand Slam

### Individual: 2 (0−2)
| Resultat  | Núm. | Any  | Torneig                     | Oponent                 | Marcador |
| --------- | ---- | ---- | --------------------------- | ----------------------- | -------- |
| Finalista | 1.   | 1971 | Roland Garros               | Evonne Goolagong        | 3−6, 7−5 |
| Finalista | 2.   | 1977 | Open d'Austràlia (desembre) | Evonne Goolagong Cawley | 3−6, 0−6 |

### Dobles femenins: 8 (5−3)
| Resultat   | Núm. | Any  | Torneig                         | Parella          | Oponents                             | Marcador        |
| ---------- | ---- | ---- | ------------------------------- | ---------------- | ------------------------------------ | --------------- |
| Finalista  | 1.   | 1971 | Roland Garros                   | Kerry Harris     | Françoise Dürr Gail Chanfreau        | 4−6, 1−6        |
| Guanyadora | 1.   | 1972 | Open d'Austràlia                | Kerry Harris     | Patricia Coleman Karen Krantzcke     | 6−0, 6−4        |
| Finalista  | 2.   | 1974 | Wimbledon                       | Karen Krantzcke  | Evonne Goolagong Peggy Michel        | 6−2, 4−6, 3−6   |
| Guanyadora | 2.   | 1976 | Open d'Austràlia (2)            | Evonne Goolagong | Renáta Tomanová Lesley Turner Bowrey | 8−1             |
| Guanyadora | 3.   | 1977 | Open d'Austràlia (gener) (3)    | Dianne Fromholtz | Kerry Melville Reid Betsy Nagelsen   | 5−7, 6−1, 7−5   |
| Finalista  | 3.   | 1977 | Roland Garros (2)               | Rayni Fox        | Regina Maršíková Pam Teeguarden      | 7−5, 4−6, 2−6   |
| Guanyadora | 4.   | 1977 | Wimbledon                       | JoAnne Russell   | Martina Navrátilová Betty Stöve      | 6−3, 6−3        |
| Guanyadora | 5.   | 1977 | Open d'Austràlia (desembre) (4) | Evonne Goolagong | Mona Guerrant Kerry Melville Reid    | Títol compartit |

## Palmarès (parcial)

### Individual: 8 (1−7)
| Títols per superfície |
| --------------------- |
| Dura (0−2)            |
| Gespa (0−3)           |
| Terra batuda (1−2)    |

| Resultat   | Núm. | Data                   | Torneig                                | Superfície   | Oponent          | Marcador      |
| ---------- | ---- | ---------------------- | -------------------------------------- | ------------ | ---------------- | ------------- |
| Guanyadora | 1.   | 18 de maig de 1970     | Lee-on-the-Solent, Regne Unit          | Terra batuda | Pat Walkden      | 6−4, 6−4      |
| Finalista  | 1.   | 24 de maig de 1971     | Roland Garros, França                  | Terra batuda | Evonne Goolagong | 3−6, 5−7      |
| Finalista  | 2.   | 23 d'agost de 1971     | South Orange, Estats Units             | Gespa        | Chris Evert      | 4−6, 0−6      |
| Finalista  | 3.   | 6 de desembre de 1971  | Brisbane, Austràlia                    | Gespa        | Evonne Goolagong | 2−6, 6−7      |
| Finalista  | 4.   | 23 d'octubre de 1973   | Honolulu, Estats Units                 | Dura         | Billie Jean King | 1−6, 1−6      |
| Finalista  | 5.   | 7 d'octubre de 1974    | Phoenix, Estats Units                  | Dura         | Virginia Wade    | 1−6, 2−6      |
| Finalista  | 6.   | 4 d'abril de 1977      | Gstaad, Suïssa                         | Terra batuda | Lesley Hunt      | 6−4, 5−7, 1−6 |
| Finalista  | 7.   | 19 de desembre de 1977 | Open d'Austràlia (desembre), Austràlia | Gespa        | Evonne Goolagong | 3−6, 0−6      |

### Dobles femenins: 55 (22−23)
| Títols per superfície |
| --------------------- |
| Dura (1−5)            |
| Gespa (14−7)          |
| Terra batuda (7−8)    |
| Moqueta (0−2)         |

| Resultat   | Núm. | Data                   | Torneig                                                  | Superfície   | Parella            | Oponents                              | Marcador           |
| ---------- | ---- | ---------------------- | -------------------------------------------------------- | ------------ | ------------------ | ------------------------------------- | ------------------ |
| Guanyadora | 1.   | 15 de juliol 1967      | Hoylake, Regne Unit                                      | Gespa        | Judy Tegart        | Christine Truman Virginia Wade        | 6−4, 6−3           |
| Finalista  | 1.   | 27 de gener 1969       | Auckland, Nova Zelanda                                   | Gespa        | Karen Krantzcke    | Ann Haydon-Jones Billie Jean King     | 2−6, 8−10          |
| Finalista  | 2.   | 28 de juliol 1969      | Hilversum, Països Baixos                                 | Terra batuda | Pat Walkden        | Karen Krantzcke Kerry Melville        | 6−1, 4−6, 3−6      |
| Finalista  | 3.   | 19 de juliol 1970      | Cincinnati, Estats Units                                 | Terra batuda | Pat Walkden        | Rosie Casals Gail Chanfreau           | 10−12, 1−6         |
| Finalista  | 4.   | 27 de juliol 1970      | Indianapolis, Estats Units                               | Terra batuda | Pat Walkden        | Rosie Casals Gail Chanfreau           | 2−6, 2−6           |
| Finalista  | 5.   | 10 d'agost 1970        | Toronto, Canadà                                          | Terra batuda | Pat Walkden        | Rosie Casals Margaret Smith Court     | 0−6, 1−6           |
| Finalista  | 6.   | 11 de gener 1971       | Sydney, Austràlia                                        | Gespa        | Kerry Harris       | Margaret Smith Court Olga Morozova    | 2−6, 0−6           |
| Finalista  | 7.   | 25 de gener 1971       | Melbourne, Austràlia                                     | Gespa        | Kerry Harris       | Margaret Smith Court Olga Morozova    | Final no disputada |
| Finalista  | 8.   | 3 de maig 1971         | Roma, Itàlia                                             | Terra batuda | Lesley Bowrey      | Helga Masthoff Virginia Wade          | 7−5, 2−6, 2−6      |
| Finalista  | 9.   | 24 de maig de 1971     | Roland Garros, França                                    | Terra batuda | Kerry Harris       | Gail Chanfreau Françoise Dürr         | 4−6, 1−6           |
| Guanyadora | 2.   | 5 de juliol 1971       | Newport, Regne Unit                                      | Gespa        | Kerry Harris       | Gail Chanfreau Winnie Shaw            | 6−3, 8−6           |
| Guanyadora | 3.   | 2 d'agost 1971         | Cincinnati, Estats Units                                 | Terra batuda | Kerry Harris       | Gail Chanfreau Winnie Shaw            | 6−4, 6−4           |
| Guanyadora | 4.   | 16 d'agost 1971        | Haverford, Estats Units                                  | Gespa        | Lesley Bowrey      | Laura duPont Marjory Gengler          | 5−7, 6−1, 6−1      |
| Guanyadora | 5.   | 6 de desembre 1971     | Brisbane, Àustràlia                                      | Gespa        | Kerry Harris       | Evonne Goolagong Janet Young          | 5−7, 7−5, 6−4      |
| Guanyadora | 6.   | 27 de desembre de 1971 | Open d'Austràlia, Austràlia                              | Gespa        | Kerry Harris       | Patricia Coleman Karen Krantzcke      | 6−0, 6−4           |
| Finalista  | 10.  | 19 de gener 1972       | Long Beach, Estats Units                                 | Dura         | Karen Krantzcke    | Rosie Casals Virginia Wade            | 4−6, 7−5, 5−7      |
| Guanyadora | 7.   | 27 de març 1972        | Johannesburg, Sud-àfrica                                 | Dura         | Evonne Goolagong   | Winnie Shaw Joyce Barclay             | 6−4, 6−4           |
| Guanyadora | 8.   | 8 de maig 1972         | Bournemouth, Regne Unit                                  | Terra batuda | Evonne Goolagong   | Brenda Kirk Betty Stöve               | 7−5, 6−1           |
| Guanyadora | 9.   | 15 de maig 1972        | Guildford, Regne Unit                                    | Terra batuda | Evonne Goolagong   | Winnie Shaw Joyce Barclay             | 6−2, 6−1           |
| Guanyadora | 10.  | 12 de juny 1972        | Bristol, Regne Unit                                      | Gespa        | Karen Krantzcke    | Rosie Casals Billie Jean King         | 6−4, 6−2           |
| Finalista  | 11.  | 17 de juliol 1972      | Hoylake                                                  | Gespa        | Evonne Goolagong   | Brenda Kirk Pat Pretorius             | Final no disputada |
| Guanyadora | 11.  | 1 d'agost 1972         | Columbus, Estats Units                                   | Terra batuda | Françoise Dürr     | Kerry Harris Kerry Melville           | 6−4, 6−3           |
| Finalista  | 12.  | 14 d'agost 1972        | Denver, Estats Units                                     | Dura         | Karen Krantzcke    | Françoise Dürr Lesley Hunt            | 0−6, 3−6           |
| Finalista  | 13.  | 11 de desembre 1972    | Adelaida, Austràlia                                      | Gespa        | Evonne Goolagong   | Eugenia Birioukova Janet Young        | 3−6, 2−6           |
| Finalista  | 14.  | 9 de juliol 1973       | Dublín, Irlanda                                          | Gespa        | Karen Krantzcke    | Margaret Smith Court Virginia Wade    | 6−8, 6−3, 4−6      |
| Finalista  | 15.  | 23 d'octubre de 1973   | Honolulu, Estats Units                                   | Dura         | Karen Krantzcke    | Kerry Harris Kerry Melville           | 3−6, 6−3, 3−6      |
| Finalista  | 16.  | 29 d'abril de 1974     | Hilton Head, Estats Units                                | Terra batuda | Karen Krantzcke    | Rosie Casals Olga Morozova            | 2−6, 1−6           |
| Guanyadora | 12.  | 17 de juny 1974        | Eastbourne, Regne Unit                                   | Gespa        | Karen Krantzcke    | Chris Evert Olga Morozova             | 6−2, 6−0           |
| Finalista  | 17.  | 24 de juny de 1974     | Wimbledon, Regne Unit                                    | Gespa        | Karen Krantzcke    | Evonne Goolagong Peggy Michel         | 6−2, 4−6, 3−6      |
| Finalista  | 18.  | 27 de gener de 1975    | Fairfax, Estats Units                                    | Moqueta (i)  | Kerry Melville     | Françoise Dürr Betty Stöve            | 3−6, 4−6           |
| Finalista  | 19.  | 16 de setembre de 1975 | Tòquio, Japó                                             | Moqueta (i)  | Ann Kiyomura       | Margaret Smith Court Evonne Goolagong | 1−6, 5−7           |
| Guanyadora | 13.  | 15 de desembre 1975    | Sydney                                                   | Gespa        | Evonne Goolagong   | Heidi Eisterlehner Helga Masthoff     | 6−3, 4−6, 6−3      |
| Guanyadora | 14.  | 26 de desembre de 1975 | Open d'Austràlia (2)                                     | Gespa        | Evonne Goolagong   | Lesley Bowrey Renáta Tomanová         | 8−1                |
| Guanyadora | 15.  | 27 de desembre 1976    | Sydney (2)                                               | Gespa        | Betsy Nagelsen     | Dianne Fromholtz Renáta Tomanová      | 6−4, 6−1           |
| Guanyadora | 16.  | 3 de gener 1977        | Open d'Austràlia (gener) (3)                             | Gespa        | Dianne Fromholtz   | Betsy Nagelsen Kerry Reid             | 5−7, 6−1, 7−5      |
| Finalista  | 20.  | 23 de maig de 1977     | Roland Garros (2)                                        | Terra batuda | Rayni Fox          | Regina Maršíková Pam Teeguarden       | 7−5, 4−6, 2−6      |
| Guanyadora | 17.  | 20 de juny de 1977     | Wimbledon                                                | Gespa        | Joanne Russell     | Martina Navrátilová Betty Stöve       | 6−3, 6−3           |
| Guanyadora | 18.  | 4 de juliol de 1977    | Gstaad, Suïssa                                           | Terra batuda | Rayni Fox          | Mary Carillo Lesley Hunt              | 6−0, 6−4           |
| Guanyadora | 19.  | 11 de juliol de 1977   | Kitzbühel, Àustria                                       | Terra batuda | Rayni Fox          | Lesley Charles Jackie Fayter-Hough    | 6−1, 6−4           |
| Finalista  | 21.  | 10 d'octubre de 1977   | Phoenix, Estats Units                                    | Dura         | Joanne Russell     | Billie Jean King Martina Navrátilová  | 1−6, 5−7           |
| Finalista  | 22.  | 1 de novembre de 1977  | Colgate Series Championships, Palm Springs, Estats Units | Dura         | Joanne Russell     | Françoise Dürr Virginia Wade          | 1−6, 6−4, 4−6      |
| Guanyadora | 20.  | 12 de desembre 1977    | Sydney (3)                                               | Gespa        | Evonne Goolagong   | Mona Guerrant Kerry Reid              | 6−0, 6−0           |
| Guanyadora | 21.  | 19 de desembre de 1977 | Open d'Austràlia (desembre) (4)                          | Gespa        | Evonne Goolagong   | Mona Guerrant Kerry Reid              | Títol compartit    |
| Finalista  | 23.  | 13 de març de 1978     | Orlando, Estats Units                                    |              | Valerie Ziegenfuss | Bunny Bruning Rayni Fox               | 4−6, 6−1, 1−6      |
| Guanyadora | 22.  | 29 de març 1978        | Stuart, Estats Units                                     | Terra batuda | Mona Guerrant      | Renée Richards Zenda Liess            | 6−1, 6−3           |

### Dobles mixts: 1 (0−1)
| Resultat  | Núm. | Data              | Torneig               | Superfície | Parella     | Oponents                    | Marcador |
| --------- | ---- | ----------------- | --------------------- | ---------- | ----------- | --------------------------- | -------- |
| Finalista | 1.   | 19 de juliol 1971 | Leicester, Regne Unit | Gespa      | Hank Irvine | Evonne Goolagong Bob Hewitt | 2−6, 2−6 |

### Equips: 1 (0−1)
| Resultat  | Núm. | Data                   | Torneig                          | Superfície   | Equip                             | Oponents                                               | Marcador |
| --------- | ---- | ---------------------- | -------------------------------- | ------------ | --------------------------------- | ------------------------------------------------------ | -------- |
| Finalista | 1.   | 5 − 11 de maig de 1975 | Fed Cup, Ais de Provença, França | Terra batuda | Dianne Balestrat Evonne Goolagong | Miroslava Bendlova Martina Navrátilová Renata Tomanova | 0−3      |

## Trajectòria

### Individual
| Torneig | 1964 | 1965 | 1966 | 1967 | 1968 | 1969 | 1970 | 1971 | 1972 | 1973 | 1974 | 1975 | 1976 | 1977 | 1977 | 1978 | 1979 | 1980 | Títols |
| --- | ---- | ---- | ---- | ---- | ---- | ---- | ---- | ---- | ---- | ---- | ---- | ---- | ---- | ---- | ---- | ---- | ---- | ---- | ------ |
| Open d'Austràlia | QF   | 3R   | 3R   | 2R   | 1R   | QF   | A    | QF   | SF   | A    | 2R   | 2R   | SF   | SF   | F    | A    | A    | 1R   | 0 / 14 |
| Roland Garros | A    | A    | 1R   | 3R   | 3R   | 2R   | 1R   | F    | 4R   | A    | A    | A    | A    | 3R   | 3R   | A    | A    | A    | 0 / 8  |
| Wimbledon | A    | A    | 2R   | 1R   | 4R   | 3R   | 2R   | 1R   | 4R   | 1R   | 3R   | 2R   | A    | 4R   | 4R   | 2R   | A    | A    | 0 / 11 |
| US Open | A    | A    | A    | A    | A    | A    | QF   | 2R   | 1R   | 1R   | 2R   | 2R   | 3R   | 2R   | 2R   | A    | A    | A    | 0 / 8  |
| Llegenda: G: Guanyadora; F: Finalista; SF: Semifinalista; QF: Quarts de final; Q: Qualificació; A: Absent; RR: Round Robin |      |      |      |      |      |      |      |      |      |      |      |      |      |      |      |      |      |      |        |

### Dobles femenins
| Torneig | 1965 | 1966 | 1967 | 1968 | 1969 | 1970 | 1971 | 1972 | 1973 | 1974 | 1975 | 1976 | 1977 | 1977 | 1978 | 1979 | 1980 | Títols |
| --- | ---- | ---- | ---- | ---- | ---- | ---- | ---- | ---- | ---- | ---- | ---- | ---- | ---- | ---- | ---- | ---- | ---- | ------ |
| Open d'Austràlia | QF   | QF   | 1R   | QF   | 1R   | A    | QF   | G    | A    | QF   | SF   | G    | G    | G    | A    | A    | 2R   | 0 / 13 |
| Roland Garros | A    | 2R   | 1R   | 2R   | 3R   | SF   | F    | SF   | A    | A    | A    | A    | F    | F    | A    | A    | A    | 0 / 8  |
| Wimbledon | A    | 2R   | 3R   | 1R   | 3R   | QF   | 3R   | 2R   | 2R   | F    | SF   | A    | G    | G    | QF   | A    | A    | 0 / 12 |
| US Open | A    | A    | A    | A    | A    | 2R   | QF   | 1R   | 2R   | QF   | 1R   | 3R   | 2R   | 2R   | A    | A    | A    | 0 / 8  |
| Llegenda: G: Guanyadora; F: Finalista; SF: Semifinalista; QF: Quarts de final; Q: Qualificació; A: Absent; RR: Round Robin |      |      |      |      |      |      |      |      |      |      |      |      |      |      |      |      |      |        |

### Dobles mixts
| Open d'Austràlia | 1R | 2R | 1R | 1R | A  | A  | A | A  | A  | A  | A | A  | A  | 0 / 4 |
| Roland Garros | SF | A  | 3R | 1R | 1R | A  | A | A  | A  | A  | A | A  | A  | 0 / 4 |
| Wimbledon | 2R | 2R | 3R | 4R | SF | QF | A | A  | SF | 2R | A | 2R | 2R | 0 / 9 |
| US Open | A  | A  | A  | A  | 2R | QF | A | 1R | 1R | A  | A | A  | A  | 0 / 4 |
| Llegenda: G: Guanyadora; F: Finalista; SF: Semifinalista; QF: Quarts de final; Q: Qualificació; A: Absent; RR: Round Robin |    |    |    |    |    |    |   |    |    |    |   |    |    |       |